# Monitorul de Botoșani
Monitorul de Botoșani este un ziar regional din Moldova din România cu sediul în Botoșani.